# Кулаев, Нурпаша Абуркашевич
Нурпаша́ Абурка́шевич Кула́ев (род. 28 октября 1980, Энгеной, Ножай-Юртовский район, Чечено-Ингушская АССР, РСФСР, СССР) — чеченский террорист и убийца, единственный оставшийся в живых из банды, захватившей школу № 1 в Беслане в сентябре 2004 года. 26 мая 2006 года был признан виновным по всем пунктам обвинения и приговорён к пожизненному лишению свободы.

## Биография

### Ранние годы. Семья
Нурпаша Кулаев родился в чеченском селе Энгеной в семье Абуркаша и Аймани Кулаевых. Окончил 10 классов школы. Кулаев был женат; в браке с женой Жанной (урожд. Бакаевой) родилось двое детей — сын Хамзат и дочь Амина.
Старший брат Нурпаши Кулаева, Ханпаша, с 1994 года воевал на стороне чеченских сепаратистов; он служил под началом Хаттаба и Раппани Халилова. В 1996 году один из лидеров Чеченской Республики Ичкерия Аслан Масхадов наградил Ханпашу орденом «За участие в штурме Грозного». Сам Нурпаша, по данным прокуратуры, напрямую не участвовал в боевых действиях в Чечне, хотя уже с 12 лет научился обращаться с оружием, а с 14 начал разбираться в бронетехнике. Став проводником у боевиков, Нурпаша разведывал безопасные маршруты, по которым их отряды могли обходить посты федеральных войск, и собирал информацию о местах дислокации российских военных.
В августе 2001 года Ханпаша Кулаев потерял руку во время налёта российской авиации, а затем был арестован ФСБ в больнице села Цоци-Юрт Курчалоевского района Чечни. На допросах он предоставил военным координаты отряда боевиков, и в ходе последовавшего артобстрела было убито 5 участников НВФ. В дальнейшем Ханпаша был направлен в СИЗО села Чернокозово, где содержался четыре месяца. 16 декабря 2001 года уголовное дело против него было прекращено, и он был освобождён. Прокуратура мотивировала своё решение «изменением обстановки» ввиду инвалидности Ханпаши Кулаева, а также тем, что тот ранее не имел приводов в милицию. Его отец Абуркаш впоследствии утверждал, что был вынужден заплатить взятку в 4 тысячи долларов за освобождение своего старшего сына. После выхода на свободу Ханпаша в 2002 году переехал в Ингушетию; год спустя туда приехал и Нурпаша, так как старшему брату-инвалиду требовалась его помощь. 
По данным осетинских оперативников, Кулаев и его старший брат зарабатывали на жизнь работой на стройках (по информации газеты «Коммерсантъ», Нурпаша был плотником и занимался установкой дверей). Кроме того, по показаниям Кулаева, он три месяца прослужил в охране одного из братьев Ямадаевых, а также планировал устроиться на работу к Рамзану Кадырову. 
В 2003 году Нурпаша Кулаев с женой и братом проживал в ингушской станице Троицкая. Вместе с ними в доме жили чеченский террорист Рустам Ганиев, с которым Ханпаша познакомился во время войны в Чечне, а также несколько боевиков и террористка-смертница Зарема Мужахоева. Братья Мужахоевой планировали отдать её в жёны Ханпаше Кулаеву. После ареста она давала противоречивые показания о роли братьев Кулаевых в действовавшей в Троицкой группе боевиков. Поначалу Мужахоева говорила на допросах, что Кулаевы являлись приверженцами ваххабизма и были членами подчинявшейся Шамилю Басаеву группировки. Во время суда над Нурпаши Кулаевым она утверждала, что участником незаконных вооружённых формирований был только его брат Ханпаша. По её словам, Нурпаша Кулаев не состоял в банде в станице Троицкая и не играл никакой роли в её деятельности, так как боевики ему не доверяли, поручая лишь ходить в магазин за продуктами; Кулаев также не исповедовал ваххабизм в отличие от остальных живших вместе с ним боевиков.
По данным МВД Северной Осетии, братья Кулаевы разыскивались в этой республике по подозрению в причастности к терактам в городе Моздоке, однако в самой Ингушетии, где они проживали, местная милиция не пыталась их арестовать.

### Захват заложников в школе № 1 г. Беслана
1 сентября 2004 года 32 террориста под командованием Руслана Хучбарова, в числе которых находились братья Кулаевы, захватили свыше 1100 заложников во дворе бесланской школы № 1 и более двух с половиной суток удерживали их в заминированном здании, отказывая заложникам даже в удовлетворении минимальных естественных потребностей. 3 сентября 2004 года в спортзале школы произошли взрывы, и сотрудниками ЦСН ФСБ России был предпринят штурм. Нурпаша Кулаев был задержан бойцами спецназа, когда попытался покинуть здание, смешавшись с заложниками.
Согласно показаниям Кулаева, которые он дал во время суда, летом 2004 года он с братом Ханпашой жил в ингушском селе Пседах. 31 августа 2004 года четверо боевиков, передвигавшихся по селу на автомобиле ВАЗ-2110, заставили его сесть к ним в машину, когда он шёл в магазин. Боевики потребовали от Нурпаши подтвердить, что ни он, ни его брат не сотрудничали с российскими властями. Ханпаша Кулаев, также вызванный боевиками, передал Нурпаше, что им предстоит уехать из дома, добавив, что обратно они уже не вернутся. Боевики привезли братьев Кулаевых в находившийся в лесу лагерь, где собрались террористы, готовившиеся к захвату школы № 1 в Беслане. Нурпаша Кулаев утверждал, что ни ему, ни Ханпаше, ни его односельчанам братьям Шебихановым, также включённым в группу террористов, не выдали оружие в самом лагере, а автомат, которым он был вооружён в дни теракта, он получил лишь в захваченной школе. По его словам, боевики не отпустили его домой из опасения, что Нурпаша может выдать спецслужбам местонахождение Шамиля Басаева, который 31 августа 2004 года находился в лагере под Пседахом. В лесном лагере Нурпаша также узнал о запланированных на ноябрь 2004 года терактах: боевики собирались взорвать начинённые взрывчаткой грузовики во Владикавказе и Назрани, а также совершить нападение в Грозном.
Переночевав в лесу у села Инарки, 1 сентября 2004 года банда террористов на грузовике ГАЗ-66 выдвинулась в Беслан. Возле села Хурикау они взяли в заложники участкового инспектора Султана Гуражева и завладели его автомобилем ВАЗ-2107. Прибыв к школе № 1 г. Беслана на двух машинах, террористы захватили в заложники мирных жителей и их детей и загнали их в спортзал школы; при этом на глазах Кулаева главарь террористов Руслан Хучбаров застрелил одного из мужчин-заложников. По словам Кулаева, часть боевиков выразила недовольство тем, что объектом захвата была выбрана школа, и потребовали вместо неё захватить находившееся неподалёку отделение милиции. Разногласия среди террористов были сразу пресечены Хучбаровым, заявившим, что захват школы — «приказ Басаева и Масхадова». Нурпаше Кулаеву, по его показаниям, было приказано стоять на посту у окон школьной столовой и следить за происходящим на улице, но самостоятельно огонь не открывать.
3 сентября 2004 года, после произошедших в спортзале двух взрывов, боевики перегнали в столовую часть выживших заложников. Нурпаша Кулаев, при котором к тому времени уже не было оружия, переодевшись из камуфляжа в гражданскую одежду, подсел к учителю физкультуры Алику Цаголову. Кулаев просил Цаголова поручиться за него перед властями, утверждая, что никого не убивал и во время штурма был безоружен. Цаголов заставил Кулаева первым выпрыгнуть из окна школьной столовой, где Нурпаша был задержан бойцами спецназа, которые после этого стали проникать через окно в столовую и вести бой с террористами внутри. Старший брат Кулаева был убит в ходе штурма школы.

### Предварительное следствие
14 сентября 2004 года Генеральная прокуратура РФ предъявила Кулаеву обвинение по 9 статьям Уголовного кодекса, в том числе в терроризме, убийстве и покушении на жизнь сотрудников правоохранительных органов, а также захвате заложников. Кулаев сотрудничал со следствием и на допросах не отрицал своего участия в захвате бесланской школы. По его показаниям, в группу террористов он вошёл под принуждением брата Ханпаши и не знал, что боевики собираются захватить школу, полагая, что целью нападения будет некий «блокпост». Нурпаша настаивал на том, что никого не убивал и производил выстрелы лишь в воздух, однако на проведённых следователями очных ставках потерпевшие утверждали, что Кулаев бил заложников прикладом в спортзале школы и стрелял из автомата в убегавших детей. Кроме того, Кулаев возмущался предъявленным ему прокуратурой обвинением в угоне грузовика ГАЗ-66, считая данное обвинение нелепым, так как по дороге в Беслан он находился не за рулём грузовика, а в кузове.
17 сентября 2004 года на сайте чеченских сепаратистов «Кавказ-центр» было опубликовано письмо Шамиля Басаева, в котором он взял на себя ответственность за организацию теракта в Беслане. По заявлению Басаева, братья Кулаевы и двое их односельчан были включены им в отряд террористов «для количества» около 16:30 31 августа 2004 года, после чего он выдал им оружие и отправил на захват бесланской школы № 1; все четверо должны были выполнять обязанности часовых. Басаев отмечал, что не был лично знаком ни с кем из них, кроме однорукого Ханпаши Кулаева, а показания арестованного Нурпаши назвал «несущественными». 
После ареста Нурпаша Кулаев содержался в различных следственных изоляторах Северной Осетии, где его помещали в камеры с другими задержанными боевиками. Родители Кулаева, получив разрешение прокуратуры, стали навещать сына в СИЗО, привозя ему продуктовые передачи. Террорист почти не жаловался на условия содержания, сетуя лишь на то, что из-за малоподвижности он начал набирать вес.
В феврале 2005 года прокуратура объявила о завершении расследования уголовного дела Нурпаши Кулаева, выделенного в отдельное производство из основного дела о захвате школы № 1 г. Беслана. Общий объём дела Кулаева составил 105 томов, а потерпевшими по нему проходили более 1300 человек. На прошедших в марте — апреле 2005 года предварительных слушаниях в Верховном суде Северной Осетии был утверждён состав участников предстоящего суда над Кулаевым. Судить террориста было поручено председателю Верховного суда республики Тамерлану Агузарову, а заместитель Генерального прокурора России Николай Шепель возглавил группу гособвинителей. Во время предварительных заседаний Нурпаша Кулаев отказался от рассмотрения своего уголовного дела судом присяжных.
Защищать обвиняемого Кулаева в суде первоначально должен был осетинский адвокат Умарбек Сикоев, который представлял интересы бесланского террориста во время следствия по его делу, но в марте 2005 года Сикоев объявил о нежелании выступать защитником Кулаева по моральным соображениям. Нурпаши Кулаева отказывались защищать и другие члены адвокатских коллегий Северной Осетии, угрожая уйти в отставку, если их назначат адвокатами Кулаева в принудительном порядке. Такую же позицию занимали и адвокаты из Чечни. Из-за отсутствия у Кулаева адвоката судебный процесс, который должен был начаться 17 мая 2005 года, оказался под угрозой срыва. 3 мая 2005 года Верховному суду Северной Осетии пришлось дать указание президенту местной адвокатской палаты Марку Гаглоеву срочно найти защитника подсудимому. В тот же день Гаглоеву удалось уговорить 26-летнего адвоката Альберта Плиева защищать Нурпашу Кулаева в Верховном суде. Новость о назначении Плиева адвокатом Кулаева не разглашалась до самого начала судебного процесса во избежание оказания на Плиева давления со стороны пострадавших в теракте.

### Суд
17 мая 2005 года во Владикавказе начался судебный процесс над Нурпаши Кулаевым. Во время суда Кулаев не признал вину ни по одному из предъявленных ему пунктов обвинения, утверждая, что в группу террористов, захвативших бесланскую школу, он попал из-за старшего брата. Кулаев также полностью отказался от своих показаний, которые давал на предварительном следствии в сентябре 2004 года. Тогда он подтверждал свою виновность в захвате заложников, бандитизме и незаконном хранении оружия, а обвинение в терроризме признал лишь частично. По его словам, он даже не читал протоколы своих допросов, которые подписывал в присутствии адвоката. Кулаев заявил, что во время следствия на него оказывалось давление: уже в день ареста 3 сентября 2004 года его избивали в подвале двое чеченцев, которые принудили его озвучивать нужные им показания.
На процессе Кулаева дали показания более 300 человек; к февралю 2006 года допрос потерпевших и свидетелей был завершён, и стороны обвинения и защиты приступили к заключительным прениям. Гособвинитель Николай Шепель заявил в своём выступлении, что вина Нурпаши Кулаева во вменяемых ему преступлениях была доказана в ходе следствия. Сославшись на показания отца Кулаева, а также осуждённой террористки Заремы Мужахоевой, которая в мае 2003 года видела Кулаева среди боевиков из отряда Басаева, Шепель отметил, что Нурпаша был участником незаконных вооружённых формирований ещё до теракта в Беслане. Заместитель генерального прокурора подчеркнул, что Кулаев был полноправным членом захватившей школу банды террористов, а вовсе не был загнан туда силой, как он утверждал на допросах во время расследования теракта и в суде. Некоторые допрошенные в суде и на предварительном следствии потерпевшие свидетельствовали о жестоком обращении Кулаева с захваченными в заложники людьми, а также о том, что он не только стрелял в воздух для всеобщего устрашения, но и вёл стрельбу по заложникам. Николай Шепель попросил суд приговорить Нурпашу Кулаева к смертной казни ввиду опасности подсудимого для общества, а также тяжести преступлений, совершённых группой террористов, в которой он состоял.
Адвокат Кулаева Альберт Плиев, выступая на прениях, указал на то, что следствие по делу его подзащитного велось с нарушениями Уголовно-процессуального кодекса. Так, 3 сентября 2004 года не был своевременно составлен протокол о задержании Кулаева, а также не взяты смывы с его рук на наличие пороха, что позволило бы с убедительностью доказать, применял ли подсудимый огнестрельное оружие во время теракта в школе № 1. Плиев утверждал, что при оценке вины Кулаева его действия следовало разграничивать от действий остальных террористов, так как, по мнению адвоката, в ходе следствия и суда не было предоставлено веских доказательств участия Нурпаши Кулаева в бандформированиях до теракта в Беслане. Защитник Кулаева заявил, что по показаниям осуждённых террористов Рустама Ганиева и Заремы Мужахоевой, а также допрошенного в суде бывшего начальника УФСБ Ингушетии Сергея Корякова, Нурпаша Кулаев, в отличие от своего брата Ханпаши, не являлся боевиком и не находился в розыске. Хотя Кулаев и проживал в Ингушетии в одном доме с участниками НВФ, в деятельности банды он участия не принимал. По словам адвоката, вина Кулаева во взрывах в спортзале бесланской школы, убийствах и незаконном приобретении оружия во время суда также не была полностью доказана. Альберт Плиев попросил у судьи Агузарова вынести Кулаеву «справедливый приговор».
Выступавший после своего адвоката Нурпаша Кулаев настаивал на том, что ни в чём не виноват, никогда не был боевиком и никого не убивал; по словам Кулаева, во время следствия его избивали 4 месяца, и досудебные показания он давал под давлением. В своём последнем обращении к суду перед окончанием процесса он также выразил соболезнования всем пострадавшим в бесланском теракте.

#### Приговор
26 мая 2006 года в Верховном суде Северной Осетии состоялось оглашение приговора Нурпаше Кулаеву. Судья Тамерлан Агузаров объявил, что считает полностью доказанной вину Кулаева по всем пунктам обвинения, а также признал несостоятельными показания Кулаева на суде, где он заявлял о своей невиновности. По словам Агузарова, доказательство активного участия Кулаева в захвате школы основывалось не только на свидетельствах потерпевших, но и на данных судмедэкспертиз. Так, при задержании у Кулаева были обнаружены кровоподтёки плеч, которые могли образоваться при ведении стрельбы очередями в течение продолжительного времени. Также в ходе следствия было установлено, что Кулаев был вменяем и полностью осознавал последствия своих действий во время теракта, жертвами которого стали дети и взрослые, которые не могли оказать сопротивление захватившим школу террористам. Нурпаша Кулаев был приговорён судом к пожизненному заключению в колонии особого режима; при этом в приговоре отмечалось, что Кулаев «заслуживает смертной казни», однако Тамерлан Агузаров не смог вынести террористу смертный приговор ввиду запрета Конституционного суда России на назначение судьями данного вида наказания.
После оглашения приговора некоторые СМИ по ошибке распространили сообщения, что судья Агузаров приговорил Кулаева к «смертной казни с заменой на пожизненное заключение», хотя в России действовал не только введённый в 1996 году мораторий на применение смертной казни, но и принятое в 1999 году постановление Конституционного суда, которое запрещало судьям выносить подсудимым смертные приговоры до создания судов присяжных во всех субъектах Федерации. По словам полномочного представителя правительства в Верховном и Конституционном суде Михаила Барщевского, Тамерлан Агузаров, говоря о том, что Нурпаша Кулаев «заслуживает смертной казни», всего лишь давал моральную характеристику преступлениям подсудимого; точно так же трактовали эту формулировку и сотрудники Конституционного суда. Одновременно с этим ряд юристов и правоведов, в частности, бывшая заместитель председателя Конституционного суда Тамара Морщакова, посчитали незаконным само требование гособвинителя Николая Шепеля вынести Кулаеву смертный приговор.  

#### Обжалования приговора
На последнем заседании суда Нурпаша Кулаев назвал вынесенный ему приговор «придуманными сказками» и поручил своему адвокату Плиеву обжаловать приговор в Верховном суде России. Аналогичная кассационная жалоба была направлена активистами общественной организации «Голос Беслана», полагавшими, что в тексте приговора Верховного суда Северной Осетии не были до конца отражены все причины гибели заложников во время теракта. 
26 декабря 2006 года Верховный суд РФ оставил в силе приговор, вынесенный в мае 2006 года, не изменив меру наказания для Кулаева и внеся лишь небольшую поправку в текст приговора: в части, касающейся статьи 205 («Терроризм») был исключён квалифицирующий признак «в целях нарушения общественной безопасности», так как, по мнению судей, в ходе теракта Кулаев стремился оказать давление на государство, а не общество. Судьи также заявили, что во время расследования теракта в Беслане заместителем Генерального прокурора Николаем Шепелем было допущено нарушение закона. Адвокату Кулаева и потерпевшим было отказано в обжаловании приговора, вынесенного судьёй Агузаровым. Ещё одна надзорная жалоба потерпевших на приговор Нурпаше Кулаеву была отклонена Верховным судом в конце октября 2007 года. 
В сентябре 2021 года Кулаев вновь обжаловал свой приговор, сославшись на допущенные во время суда нарушения, а также на некачественную работу своего бывшего адвоката Альберта Плиева. Получив отказ, Кулаев повторно запросил пересмотр дела в 2022 году. 

### В заключении
Во время рассмотрения кассационных жалоб в Верховном суде Нурпаша Кулаев содержался сначала в следственном изоляторе № 6 в Северной Осетии, а затем — в СИЗО г. Нальчика. Летом 2006 года пресса сообщала, что Кулаева направили в колонию № 5 на острове Огненный (Вологодская область), однако эта информация была опровергнута главой Федеральной службы исполнения наказаний Юрием Калининым. Как пояснил Калинин, по закону Кулаева не могли отправить в колонию для пожизненно осуждённых до того, как Верховный суд России утвердил вынесенный террористу приговор. 
В 2007 году Кулаева этапировали в исправительную колонию № 18 особого режима «Полярная сова», расположенную в посёлке Харп Ямало-Ненецкого автономного округа. Согласно «тюремной легенде», первоначально сокамерником Кулаева в «Полярной сове» был серийный убийца Александр Пичушкин, однако после поступивших от последнего угроз Нурпаша был помещён в другую камеру. По состоянию на 2019 год он содержался в одной камере с двумя другими заключёнными. В колонии Кулаев освоил шитьё, а также стал заниматься спортом, разработав собственную программу тренировок.

## Комментарии
1. ↑  Также распространены такие варианты написания имени, как «Нурпаши», «Нур-Паши» и «Нурпаш».
2. ↑  Также распространены такие варианты написания имени, как «Ханпаши», «Ханпаш», «Хампаш» и их производные.